# Дачное (Павлоградский район)
Дачное (укр. Дачне, до 2016 года — Котовец, укр. Котовець) — село,
Межиричский сельский совет,
Павлоградский район,
Днепропетровская область,
Украина.
Код КОАТУУ — 1223584503. Население по переписи 2001 года составляло 78 человек .

## Географическое положение
Село Дачное находится на расстоянии в 2,5 км от села Максимовка (Синельниковский район).
По селу протекает пересыхающий ручей с запрудой.
Рядом проходит автомобильная дорога Т-0428.